# Коробейник Сергій Олексійович
Сергій Олексійович Коробейник (1972—2022) — молодший сержант збройних сил України, учасник російсько-української війни.

## Життєпис
Народився 5 січня 1972 року в селі Борша Чернігівської області, навчався у сусідньому селі Валки. Після школи навчався у Прилуцькій автошколі, працював у колгоспі в селі Валки.
У 1990—1993 роках проходив строкову військову службу. 
Після служби працював зварювальником на заводі в місті Норильськ. 
У 2015 добровільно приєднався до збройних сил України.
Загинув 31 жовтня 2022 року.

## Нагороди та вшанування
- Орден «За мужність» III ступеня[1].
- На школі села Валки де свого часу навчався Сергій відкрито меморіальну дошку[2].